# Peixe-anjo-pele-de-limão
O peixe-anjo-pele-de-limão (Centropyge flavissima), é uma espécie de peixe-anjo originário da região tropical do Oceano Pacífico. Foi coletado pela primeira vez em Uléa, nas Ilhas Carolinas e descrito por Georges Cuvier em 1831. É uma espécie frequentemente encontrada sobre corais duros em recifes e atóis, se alimenta de algas e esponjas. Assim como outras espécies de peixes-anjo, são alvos do comercio de aquários ornamentais, pois sua coloração amarela com detalhes em azul se destacam entre outros peixes tropicais.
O peixe-anjo-pele-de-limão é nativo das Ilha Carolinas para a região da Polinésia, Austrália, Samoa e sul do Japão, nos arquipélagos das Ilhas Ryukyu e Ogasawara, além de ser considerado uma espécie invasora no Havaí e raramente visto em Rapa-Nui, Ilha de Páscoa.